# Élections législatives de 1993 dans les Landes
Les élections législatives françaises de 1993  se déroulent les 21 et 28 mars 1993. Dans le département des Landes, trois députés sont à élire dans le cadre de trois circonscriptions.

## Élus
| Circonscription | Député sortant       | Parti | Parti | Député élu ou réélu | Parti | Parti    |
| --------------- | -------------------- | ----- | ----- | ------------------- | ----- | -------- |
| 1re             | Alain Vidalies       |       | PS    | Louis Lauga         |       | RPR      |
| 2e              | Jean-Pierre Pénicaut |       | PS    | Henri Lalanne       |       | UDF (PR) |
| 3e              | Henri Emmanuelli     |       | PS    | Henri Emmanuelli    |       | PS       |

## Positionnement des partis
Les candidats d'alliance RPR-UDF et divers droite se présentent sous la bannière de l'Union pour la France et ceux du Parti socialiste derrière l'Alliance des Français pour le Progrès. Par ailleurs, Les Verts et Génération écologie s'unissent sous l'étiquette Entente des écologistes.

## Résultats

### Résultats à l'échelle du département
| Parti          | Parti                                 | Premier tour | Premier tour | Second tour | Second tour | Sièges |
| Parti          | Parti                                 | Voix         | %            | Voix        | %           | Sièges |
| -------------- | ------------------------------------- | ------------ | ------------ | ----------- | ----------- | ------ |
|                | Union pour la démocratie française    | 43 766       | 26,09        | 56 712      | 32,94       | 1      |
|                | Rassemblement pour la République      | 22 649       | 13,50        | 29 573      | 17,18       | 1      |
|                | Union pour la France                  | 66 415       | 39,60        | 86 285      | 50,12       | 2      |
|                |                                       |              |              |             |             |        |
|                | Parti socialiste                      | 59 301       | 35,36        | 85 885      | 49,88       | 1      |
|                | Alliance des Français pour le progrès | 59 301       | 35,36        | 85 885      | 49,88       | 1      |
|                |                                       |              |              |             |             |        |
|                | Les Verts                             | 5 198        | 3,10         |             |             | 0      |
|                | Génération écologie                   | 3 345        | 1,99         | 0           |             |        |
|                | Entente des écologistes               | 8 543        | 5,09         |             |             | 0      |
|                |                                       |              |              |             |             |        |
|                | Parti communiste français             | 15 929       | 9,50         |             |             | 0      |
|                | Front national                        | 12 869       | 7,67         | 0           |             |        |
|                | Le Trèfle - Les nouveaux écologistes  | 4 103        | 2,45         | 0           |             |        |
|                | Extrême droite                        | 561          | 0,33         | 0           |             |        |
|                |                                       |              |              |             |             |        |
| Inscrits       | Inscrits                              | 241 406      | 100,00       | 241 343     | 100,00      | 3      |
| Abstentions    | Abstentions                           | 62 917       | 26,06        | 58 051      | 24,05       |        |
| Votants        | Votants                               | 178 489      | 73,94        | 183 292     | 75,95       |        |
| Blancs et nuls | Blancs et nuls                        | 10 768       | 6,03         | 11 122      | 6,07        |        |
| Exprimés       | Exprimés                              | 167 721      | 93,97        | 172 170     | 93,93       |        |

### Résultats par circonscription

#### Première circonscription (Mont-de-Marsan)
| Candidat       | Candidat               | Parti          | Premier tour | Premier tour | Second tour | Second tour |  |
| Candidat       | Candidat               | Parti          | Voix         | %            | Voix        | %           |  |
| -------------- | ---------------------- | -------------- | ------------ | ------------ | ----------- | ----------- |  |
|                | Louis Lauga élu        | RPR (UPF)      | 22 649       | 41,64        | 29 573      | 52,26       |  |
|                | Alain Vidalies sortant | PS (ADFP)      | 18 772       | 34,51        | 27 016      | 47,74       |  |
|                | Frédéric Favrel        | FN             | 4 909        | 9,02         |             |             |  |
|                | André Curculosse       | PCF            | 3 565        | 6,55         |             |             |  |
|                | Jean-Marc Carite       | Les Verts (EÉ) | 2 698        | 4,96         |             |             |  |
|                | Philippe Courtade      | LT-LNÉ         | 1 244        | 2,29         |             |             |  |
|                | Roger Gallato          | Extrême droite | 561          | 1,03         |             |             |  |
|                |                        |                |              |              |             |             |  |
| Inscrits       | Inscrits               | Inscrits       | 79 370       | 100,00       | 79 345      | 100,00      |  |
| Abstentions    | Abstentions            | Abstentions    | 21 619       | 27,24        | 19 424      | 24,48       |  |
| Votants        | Votants                | Votants        | 57 751       | 72,76        | 59 921      | 75,52       |  |
| Blancs et nuls | Blancs et nuls         | Blancs et nuls | 3 353        | 5,81         | 3 332       | 5,56        |  |
| Exprimés       | Exprimés               | Exprimés       | 54 398       | 94,19        | 56 589      | 94,44       |  |

#### Deuxième circonscription (Dax)
| Candidat       | Candidat                 | Parti          | Premier tour | Premier tour | Second tour | Second tour |  |
| Candidat       | Candidat                 | Parti          | Voix         | %            | Voix        | %           |  |
| -------------- | ------------------------ | -------------- | ------------ | ------------ | ----------- | ----------- |  |
|                | Henri Lalanne élu        | UDF (PR)       | 23 119       | 40,71        | 30 299      | 52,25       |  |
|                | Jean-Pierre Dufau        | PS (ADFP)      | 17 357       | 30,56        | 27 690      | 47,75       |  |
|                | Marie-Pierrette Fontenas | PCF            | 6 375        | 11,22        |             |             |  |
|                | France Prenat            | FN             | 4 772        | 8,4          |             |             |  |
|                | Jacques Papon            | GÉ (EÉ)        | 3 345        | 5,89         |             |             |  |
|                | Eliane Cassagne          | LT-LNÉ         | 1 828        | 3,22         |             |             |  |
|                |                          |                |              |              |             |             |  |
| Inscrits       | Inscrits                 | Inscrits       | 84 523       | 100,00       | 84 505      | 100,00      |  |
| Abstentions    | Abstentions              | Abstentions    | 23 879       | 28,25        | 22 107      | 26,16       |  |
| Votants        | Votants                  | Votants        | 60 644       | 71,75        | 62 398      | 73,84       |  |
| Blancs et nuls | Blancs et nuls           | Blancs et nuls | 3 848        | 6,35         | 4 409       | 7,07        |  |
| Exprimés       | Exprimés                 | Exprimés       | 56 796       | 93,65        | 57 989      | 92,93       |  |

#### Troisième circonscription (Saint-Sever)
| Candidat       | Candidat                       | Parti          | Premier tour | Premier tour | Second tour | Second tour |  |
| Candidat       | Candidat                       | Parti          | Voix         | %            | Voix        | %           |  |
| -------------- | ------------------------------ | -------------- | ------------ | ------------ | ----------- | ----------- |  |
|                | Henri Emmanuelli sortant réélu | PS (ADFP)      | 23 172       | 40,99        | 31 179      | 54,14       |  |
|                | Jacques de Guenin              | UDF (PR)       | 20 647       | 36,53        | 26 413      | 45,86       |  |
|                | André Lafitte                  | PCF            | 5 989        | 10,59        |             |             |  |
|                | Marlène Lécuyer                | FN             | 3 188        | 5,64         |             |             |  |
|                | Bernard Lauga                  | Les Verts (EÉ) | 2 500        | 4,42         |             |             |  |
|                | Joëlle Thuillier               | LT-LNÉ         | 1 031        | 1,82         |             |             |  |
|                |                                |                |              |              |             |             |  |
| Inscrits       | Inscrits                       | Inscrits       | 77 513       | 100,00       | 77 493      | 100,00      |  |
| Abstentions    | Abstentions                    | Abstentions    | 17 419       | 22,47        | 16 520      | 21,32       |  |
| Votants        | Votants                        | Votants        | 60 094       | 77,53        | 60 973      | 78,68       |  |
| Blancs et nuls | Blancs et nuls                 | Blancs et nuls | 3 567        | 5,94         | 3 381       | 5,55        |  |
| Exprimés       | Exprimés                       | Exprimés       | 56 527       | 94,06        | 57 592      | 94,45       |  |